# Ledermanniella linearifolia
Espèce
Synonymes
- Sphaerothylax linearifolius Engl.[2]

Statut de conservation UICN

 EN B2ab(iii) : En danger
Ledermanniella linearifolia est une espèce de plantes à fleurs du genre Ledermanniella et de la famille des Podostemaceae selon la classification phylogénétique.

## Description
Herbe submergée ou non dans l'eau rapide des chutes d'eau, elle est fixée par un thalle sur les roches ou tout autre objet dur. 

## Répartition
Ledermanniella linearifolia est une plante endémique du Cameroun. La plante est connue uniquement dans trois endroits. Sa zone de présence est faible. Elle est estimée à moins de 10 km2. L'espèce est classée en voie de disparition selon le critère B2ab (iii) de l'UICN.